# Llista de topònims de Vilabertran
Llista de topònims (noms propis de lloc) del municipi de Vilabertran, a l'Alt Empordà
Informació actualitzada per un bot. Els canvis manuals es perdran quan s'actualitzi!

## casa
| imatge | Nom                                        | Ubicat a    | instància de | Detalls                             | coordenades                                                                     | Protecció                                  | Commons (més fotos)                        | Dades a WD                    |
| ------ | ------------------------------------------ | ----------- | ------------ | ----------------------------------- | ------------------------------------------------------------------------------- | ------------------------------------------ | ------------------------------------------ | ----------------------------- |
|        | Can Gil                                    | Vilabertran | casa         |                                     | 42° 17′ 01″ N, 2° 58′ 53″ E / 42.2836°N,2.9813°E ca:Plaça Dr. Narcís Heras, 1-2 | bé integrant del patrimoni cultural català | Can Gil (Vilabertran)                      | Modifica les dades a Wikidata |
|        | Can Reig                                   | Vilabertran | casa         | Estil: arquitectura modernista 1909 | 42° 17′ 01″ N, 2° 58′ 47″ E / 42.2835°N,2.97974°E ca:carrer Ramon Reig, 13      | bé integrant del patrimoni cultural català | Can Reig (Vilabertran)                     | Modifica les dades a Wikidata |
|        | casa a la plaça Catalunya, 9 (Vilabertran) | Vilabertran | casa         | Estil: arquitectura popular         | 42° 16′ 57″ N, 2° 58′ 53″ E / 42.2826°N,2.98135°E                               | bé integrant del patrimoni cultural català | Casa a la plaça Catalunya, 9 (Vilabertran) | Modifica les dades a Wikidata |

## edifici
| imatge | Nom                                                     | Ubicat a    | instància de | Detalls                                  | coordenades                                                                                                  | Protecció                                  | Commons (més fotos)         | Dades a WD                    |
| ------ | ------------------------------------------------------- | ----------- | ------------ | ---------------------------------------- | --- | ------------------------------------------ | --------------------------- | ----------------------------- |
|        | Palacio de la abate y murallas Edificación fortificada) | Vilabertran | edifici      |                                          | | bé d'interès cultural                      |                             | Modifica les dades a Wikidata |
|        | Portal de l'Aigüeta                                     | Vilabertran | edifici      | Estil: arquitectura popular 20th century | 42° 16′ 39″ N, 2° 58′ 12″ E / 42.27762°N,2.969908°E ca:Ctra. de Figueres a Vilabertran (veïnat de l'Aigüeta) | bé integrant del patrimoni cultural català | Portal de l'Aigüeta         | Modifica les dades a Wikidata |
|        | Portal del carrer Vilatenim                             | Vilabertran | edifici      | Estil: arquitectura popular 16th century | 42° 16′ 58″ N, 2° 59′ 01″ E / 42.282833°N,2.983575°E ca:C. de Vilatenim                                      | bé integrant del patrimoni cultural català | Portal del carrer Vilatenim | Modifica les dades a Wikidata |

## granja
| imatge | Nom                  | Ubicat a    | instància de | Detalls | coordenades                                                         | Protecció | Commons (més fotos) | Dades a WD                    |
| ------ | -------------------- | ----------- | ------------ | ------- | ------------------------------------------------------------------- | --------- | ------------------- | ----------------------------- |
|        | Granges de Mas Faiet | Vilabertran | granja       |         | 42° 17′ 11″ N, 2° 59′ 17″ E / 42.2864202405066°N,2.98818609132504°E |           |                     | Modifica les dades a Wikidata |
|        | Granja de Mas Olivet | Vilabertran | granja       |         | 42° 17′ 06″ N, 2° 58′ 42″ E / 42.2849958458709°N,2.97847103132388°E |           |                     | Modifica les dades a Wikidata |

## masia
| imatge | Nom                    | Ubicat a    | instància de | Detalls | coordenades                                                         | Protecció | Commons (més fotos) | Dades a WD                    |
| ------ | ---------------------- | ----------- | ------------ | ------- | ------------------------------------------------------------------- | --------- | ------------------- | ----------------------------- |
|        | Mas Avellana           | Vilabertran | masia        |         | 42° 17′ 05″ N, 2° 59′ 04″ E / 42.2846365488886°N,2.98434155455581°E |           |                     | Modifica les dades a Wikidata |
|        | Mas Bassols            | Vilabertran | masia        |         | 42° 17′ 09″ N, 2° 58′ 52″ E / 42.2857438457433°N,2.98122409139727°E |           |                     | Modifica les dades a Wikidata |
|        | Mas Casademont         | Vilabertran | masia        |         | 42° 17′ 17″ N, 2° 58′ 55″ E / 42.2881306058038°N,2.98192689929634°E |           |                     | Modifica les dades a Wikidata |
|        | Mas Coll               | Vilabertran | masia        |         | 42° 17′ 16″ N, 2° 58′ 40″ E / 42.2876705789128°N,2.9778757746267°E  |           |                     | Modifica les dades a Wikidata |
|        | Mas Riu                | Vilabertran | masia        |         | 42° 17′ 24″ N, 2° 58′ 44″ E / 42.2899493359137°N,2.97885750288037°E |           |                     | Modifica les dades a Wikidata |
|        | Mas Roser              | Vilabertran | masia        |         | 42° 17′ 19″ N, 2° 58′ 42″ E / 42.2885262433917°N,2.97826362476334°E |           |                     | Modifica les dades a Wikidata |
|        | Mas de la Font del Soc | Vilabertran | masia        |         | 42° 16′ 40″ N, 2° 58′ 20″ E / 42.27767222°N,2.97235°E               |           |                     | Modifica les dades a Wikidata |
|        | Mas la Granja          | Vilabertran | masia        |         | 42° 17′ 13″ N, 2° 58′ 41″ E / 42.2868600289552°N,2.9779245756631°E  |           |                     | Modifica les dades a Wikidata |
|        | la Paloma              | Vilabertran | masia        |         | 42° 17′ 11″ N, 2° 58′ 42″ E / 42.286364781745°N,2.9784220481877°E   |           |                     | Modifica les dades a Wikidata |

## Misc
| imatge | Nom                              | Ubicat a    | instància de                                                                   | Detalls                                  | coordenades                                                                                                | Protecció                                            | Commons (més fotos)                       | Dades a WD                    |
| ------ | -------------------------------- | ----------- | ------------------------------------------------------------------------------ | ---------------------------------------- | --- | ---------------------------------------------------- | ----------------------------------------- | ----------------------------- |
|        | Bassa i rentador de la Font      | Vilabertran | bassa                                                                          | Estil: arquitectura popular 20th century | 42° 16′ 54″ N, 2° 58′ 38″ E / 42.281616°N,2.977183°E ca:A ponent del nucli urbà ca:a la vora el camí Petit | bé integrant del patrimoni cultural català           | Bassa i rentador de la font (Vilabertran) | Modifica les dades a Wikidata |
|        | Santa Maria de Vilabertran       | Vilabertran | església monestir                                                              | Estil: art romànic                       | 42° 16′ 56″ N, 2° 58′ 45″ E / 42.28215°N,2.979046°E                                                        | bé d'interès cultural bé cultural d'interès nacional | Monestir de Santa Maria de Vilabertran    | Modifica les dades a Wikidata |
|        | Vilabertran                      | Vilabertran | entitat singular de població ens local històric de Catalunya capital municipal | 987 hab                                  | 42° 16′ 57″ N, 2° 58′ 53″ E / 42.28255°N,2.98144°E 19 msnm                                                 |                                                      |                                           | Modifica les dades a Wikidata |
|        | casa consistorial de Vilabertran | Vilabertran | casa consistorial                                                              |                                          | 42° 17′ 01″ N, 2° 58′ 47″ E / 42.2835906°N,2.9796475°E                                                     |                                                      |                                           | Modifica les dades a Wikidata |